# Куданга (деревня)
Куданга — деревня в Никольском районе Вологодской области.
Входит в состав Пермасского сельского поселения, с точки зрения административно-территориального деления — в Пермасский сельсовет.
Расстояние по автодороге до районного центра Никольска — 51 км, до центра муниципального образования Пермаса — 23 км. Ближайшие населённые пункты — Повечёрная, Калауз, Гороховский.

## Палеонтология
Куданга — место обнаружения окаменелостей темноспондильных амфибий раннего триасового периода. В нижнеоленёкском подъярусе найдены два образца Wetlugasaurus и один образец неопределённой амфибии из семейства Trematosauridae.

## Население
По переписи 2002 года население — 25 человек (10 мужчин, 15 женщин). Всё население — русские.